# Andrew Grove
Andrew Stephen "Andy" Grove (em húngaro:  András István Gróf) (Budapeste, 2 de setembro de 1936 - 21 de março de 2016) foi um engenheiro e empresário estadunidense nascido na Hungria.

## Vida
Ele escapou da República Popular Húngara durante a revolução de 1956 aos 20 anos e mudou-se para os Estados Unidos, onde terminou seus estudos. Ele foi o terceiro funcionário e eventual terceiro CEO da Intel, transformando a empresa na maior empresa de semicondutores do mundo.
Como resultado de seu trabalho na Intel, juntamente com seus livros e artigos profissionais, Grove teve uma influência considerável nas indústrias de fabricação de eletrônicos em todo o mundo. Ele foi chamado de "cara que impulsionou a fase de crescimento" do Vale do Silício. Em 1997, a revista Time o escolheu como "Homem do Ano", por ser "a pessoa mais responsável pelo incrível crescimento do poder e do potencial inovador dos microchips". Uma fonte observa que, apenas por suas realizações na Intel, ele "merece um lugar ao lado dos grandes líderes empresariais do século 20".

## Carreira

### Iniciando a Intel
Quando cheguei à Intel, estava morrendo de medo. Deixei um emprego muito seguro, onde sabia o que estava fazendo e comecei a executar P&D para um novo empreendimento em território não experimentado. Foi aterrorizante

Andrew Grove
Depois de concluir seu Ph.D. em 1963, Grove trabalhou na Fairchild Semiconductor como pesquisador e, em 1967, tornou-se seu diretor assistente de desenvolvimento. Seu trabalho lá o familiarizou com o desenvolvimento inicial de circuitos integrados, o que levaria à "revolução dos microcomputadores" na década de 1970. Em 1967, ele escreveu um livro universitário sobre o assunto, Física e Tecnologia de Dispositivos Semicondutores.

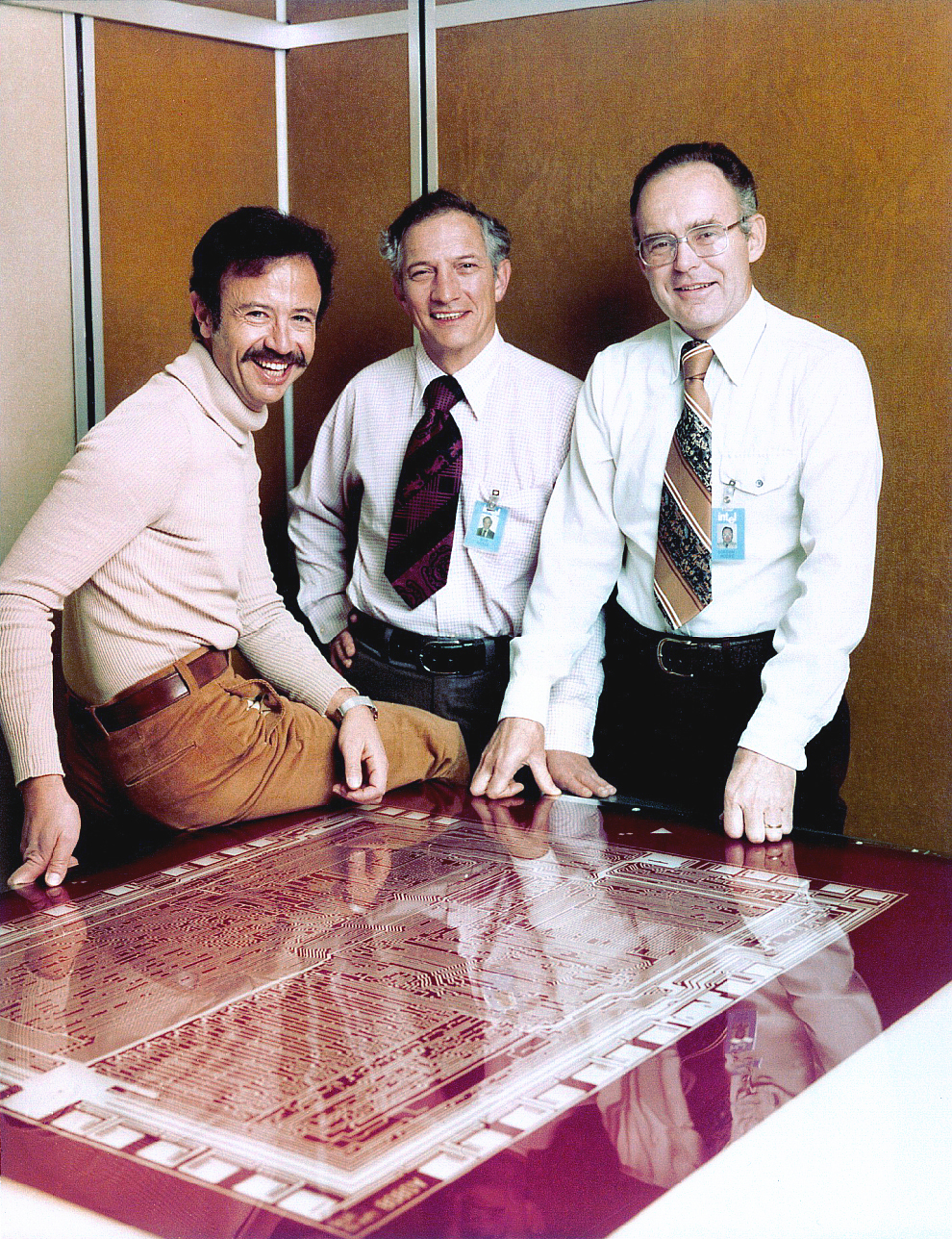
Da esquerda para a direita: Andy Grove, Robert Noyce e Gordon Moore (1978)

Em 1968, Robert Noyce e Gordon Moore co-fundaram a Intel, depois que eles e Grove deixaram a Fairchild Semiconductor. Grove ingressou no dia de sua incorporação, embora não tenha sido um fundador. A colega emigrante húngara Leslie L. Vadász foi a quarta funcionária da Intel.  Grove trabalhou inicialmente como diretor de engenharia da empresa e ajudou a iniciar suas primeiras operações de fabricação. Em 1983, ele escreveu um livro, High Output Management, no qual descreveu muitos de seus métodos e conceitos de fabricação.
Inicialmente, a Intel fabricava principalmente chips de memória estática para computadores mainframe, mas no início / meados da década de 1970 a Intel introduziu um dos primeiros relógios digitais, uma calculadora eletrônica e também o primeiro microprocessador de uso geral do mundo, o 4004 de 4 bits. Em 1974, a Intel desenvolveu o 8008 de 8 bits e rapidamente depois, em 1975, o processador 8080, que se tornaria o núcleo do Altair, o primeiro PC (computador pessoal) do mundo que deu início à revolução do PC. Logo veio o microprocessador 8086 de 16 bits e uma versão de custo reduzido, o 8088, que a IBM escolheu para seu IBM PC, que trouxe computadores pessoais para as massas. Em 1985, a Intel produziu o microprocessador 80386 de 32 bits, que deu início a uma longa linha de microprocessadores cada vez mais poderosos, incluindo o 80486, o Pentium e uma infinidade de circuitos integrados de suporte e computadores construídos com eles.
Embora a Intel tenha inventado a maioria dos tipos de memória em uso na época, incluindo EPROM (Erasable Programmable Read-Only Memory), em 1985, com menos demanda por seus chips de memória devido aos desafios criados pelo "dumping" japonês de chips de memória a preços abaixo do custo, Grove foi forçado a fazer mudanças radicais. Como resultado, ele optou por descontinuar a produção de DRAMs e se concentrar na fabricação de microprocessadores. Grove, junto com o gerente de vendas da Intel para a IBM, Earl Whetstone, desempenhou um papel fundamental na negociação com a IBM para usar apenas microprocessadores Intel em todos os seus novos computadores pessoais.

A receita da empresa aumentou de US$ 2 672 em seu primeiro ano (1968) para US$ 20,8 bilhões em 1997. Grove foi nomeado presidente da Intel em 1979, CEO em 1987 e, em seguida, presidente do conselho em 1997. Em maio de 1998, Grove renunciou ao cargo de CEO para Craig Barrett, já que Grove havia sido diagnosticado com câncer de próstata alguns anos antes, embora tenha permanecido como presidente até novembro de 2004. Desde então, Grove permaneceu na Intel como consultor sênior e também foi professor na Universidade de Stanford. Ele refletiu sobre o crescimento da Intel ao longo dos anos:
Em vários pedaços, conduzimos a Intel de uma start-up para uma das empresas centrais da economia da informação.
Grove é creditado por ter transformado a Intel de fabricante de chips de memória na produtora dominante mundial de microprocessadores para PC, servidores e computação de uso geral. Durante seu mandato como CEO, Grove supervisionou um aumento de 4 500% na capitalização de mercado da Intel, de US$ 4 bilhões para US$ 197 bilhões, tornando-a a 7ª maior empresa do mundo, com 64 000 funcionários. A maior parte dos lucros da empresa foi reinvestida em pesquisa e desenvolvimento, juntamente com a construção de novas instalações, a fim de produzir microprocessadores aprimorados e mais rápidos.

### Métodos e estilo de gerenciamento
Provavelmente nenhuma pessoa teve uma influência maior na formação da Intel, do Vale do Silício e de tudo o que pensamos hoje no mundo da tecnologia do que Andy Grove.

Pat Gelsinger, CEO da VMware, e, posteriormente, CEO da
Como diretor de operações, a manufatura tornou-se o foco principal de Grove e seu estilo dependia muito de seus conceitos de gerenciamento. À medida que a empresa se expandia e ele era nomeado presidente, Grove se envolvia mais na tomada de decisões estratégicas, incluindo o estabelecimento de mercados para novos produtos, a coordenação de processos de fabricação e o desenvolvimento de novas parcerias com empresas menores.
Grove ajudou a criar o Intel Architecture Laboratory (IAL) em Oregon para garantir que o software fosse desenvolvido a tempo de aproveitar seus novos microprocessadores. Grove afirmou que "você está tomando decisões sobre o que o mundo da tecnologia da informação vai querer daqui a cinco anos".

#### Apenas os paranoicos sobrevivem
O sucesso dos negócios contém as sementes de sua própria destruição. O sucesso gera complacência. A complacência gera fracasso. Apenas os paranóicos sobrevivem.

Andy Grove, ex-CEO da Intel

Como CEO, ele queria que seus gerentes sempre incentivassem a experimentação e se preparassem para mudanças, defendendo o valor da paranoia nos negócios. Ele se tornou conhecido por seu lema orientador: "Somente os paranoicos sobrevivem", e escreveu um livro de administração com o mesmo título, publicado em 1996. Como resultado, ele pediu aos executivos seniores que permitam que as pessoas testem novas técnicas, novos produtos, novos canais de vendas e novos clientes, para estarem prontos para mudanças inesperadas nos negócios ou na tecnologia. O biógrafo Jeremy Byman observou que Grove "foi a única pessoa na Intel que se recusou a deixar a empresa descansar sobre os louros". Grove explica seu raciocínio:
Uma corporação é um organismo vivo; tem que continuar a trocar de pele. Os métodos têm que mudar. O foco tem que mudar. Os valores têm que mudar. A soma total dessas mudanças é a transformação.

#### Pontos de inflexão
Grove popularizou o conceito de "ponto de inflexão estratégico", um momento crucial que exige uma grande mudança na estratégia devido a mudanças no ambiente de negócios. O crescimento de uma empresa depende do reconhecimento e da navegação eficaz por esses pontos.
Os pontos de inflexão estratégicos causam uma incompatibilidade entre as estratégias atuais de uma empresa e as mudanças no setor, algo que Grove chamou de dissonância estratégica. "Para superar isso, a dissonância deve ser resolvida alinhando as estratégias da empresa com a nova realidade, exigindo uma liderança proativa e adaptativa que avalie e ajuste continuamente as estratégias da empresa para acompanhar as mudanças no ambiente de negócios", ensinou Grove.
Grove acreditava que o papel das Cassandras Prestativas, indivíduos que levantam bandeiras vermelhas sobre problemas potenciais e desafiam a visão dominante, são cruciais para identificar e mitigar riscos antes que se tornem problemas maiores. Ele enfatizou a importância de as organizações ouvirem os avisos de Cassandras e agirem, em vez de ignorá-los ou suprimi-los, a fim de identificar e abordar com sucesso os pontos de inflexão estratégicos.

#### Mentalidade competitiva
Grove tinha uma forte mentalidade competitiva, vendo a competição como o principal impulsionador da inovação e do progresso. Ele encorajou as empresas a buscar a liderança do setor e buscar constantemente maneiras de melhorar suas ofertas, processos e operações. Ele se comparou a um treinador e viu o papel do gerente como um de alimentar a motivação dos funcionários para se destacar. Ele acreditava que o "bom medo" poderia desempenhar um papel produtivo. 
"O guru da qualidade W. Edwards Deming defendeu a erradicação do medo nas corporações. Tenho problemas com a simplicidade desse ditado. O papel mais importante dos gerentes é criar um ambiente onde as pessoas se dediquem apaixonadamente a vencer no mercado. O medo desempenha um papel importante na criação e manutenção dessa paixão. O medo da competição, o medo da falência, o medo de estar errado e o medo de perder podem ser motivadores poderosos". 

#### Confronto construtivo
Grove promoveu uma cultura de comunicação aberta em que os funcionários eram incentivados a falar o que pensavam em uma abordagem de "confronto construtivo". "As pessoas aqui não têm medo de falar e debater com Andy" disse o vice-presidente sênior da Intel, Ron Whittier. De acordo com o sucessor de Grove na Intel, Craig Barrett, "É dar e receber, e qualquer pessoa na empresa pode gritar com ele. Ele não está acima disso." Grove insistiu que as pessoas fossem exigentes umas com as outras, o que promoveu uma atmosfera de "inteligência implacável". Sobre essa filosofia, escreve o autor de negócios Ken Goldstein, "você comprou ou recebeu seus papéis ambulantes".

#### Ethos igualitário
Grove afirmou que o poder do conhecimento supera o poder posicional. Ele enraizou essa filosofia na cultura do local de trabalho da Intel. "Discutimos sobre questões, não as pessoas que as defendem". Como prova desse ethos, não havia regalias executivas na Intel, incluindo salas de jantar especiais, banheiros ou vagas de estacionamento. O escritório de Grove era um cubículo padrão de 8 por 9 pés (2,4 por 2,7 m), refletindo sua preferência pessoal por uma atmosfera igualitária. Grove não gostava de "escritórios de canto com painéis de mogno". "Moro em cubículos desde 1978 - e não doeu muito."  Essa acessibilidade tornou seu espaço de trabalho aberto a qualquer pessoa que passasse.
Essa cultura no local de trabalho é um reflexo da vida pessoal de Grove, onde ele era conhecido por sua modéstia e falta de pretensão. Ele vivia de forma simples, sem carros de luxo ou aviões particulares, e foi descrito pelo capitalista de risco Arthur Rock como "sem ares". 

#### Atenção aos detalhes
Grove era conhecido por garantir que detalhes importantes nunca fossem perdidos, com um de seus ditados favoritos sendo: "o diabo está nos detalhes". O vice-presidente da Intel, Dennis Carter, afirma que "Andy é muito disciplinado, preciso e detalhista. De acordo com a revista Industry Week, Grove temia que o "brilhantismo que desencadeou a criação da Intel" durante seus primeiros anos "pudesse dar em nada se alguém não prestasse atenção aos detalhes". Carter lembra que Grove até corrigia seus erros de ortografia, apesar de o inglês ser sua segunda língua.

### O pai dos objetivos e da abordagem de resultados-chave (OKR) para a gestão
Um dos primeiros investidores do Google, John Doerr, chamou Grove de "Pai dos OKRs" no livro de Doerr de 2018, Measure What Matters: How Google, Bono, and the Gates Foundation Rock the World with OKRs. Um acrônimo para objetivos e resultados-chave, tornou-se central para a cultura do Google como uma "metodologia de gestão que ajuda a garantir que a empresa concentre esforços nas mesmas questões importantes em toda a organização".  O objetivo é o objetivo claramente definido, enquanto os principais resultados foram os benchmarks específicos para garantir que o alcance desse objetivo fosse "mensurável e verificável".
Em 1975, Doerr escreveu sobre participar de um curso dentro da Intel ministrado por Grove, onde foi apresentado à teoria dos OKRs.  Grove explicou sua perspectiva sobre a gestão: "O resultado-chave deve ser mensurável. Mas no final você pode olhar, e sem argumentos: Eu fiz isso ou não fiz? Sim? Não? Simples. Sem julgamentos nele".
Larry Page, cofundador do Google, creditou os OKRs no prefácio do livro de Doerr: "Os OKRs ajudaram a nos levar a um crescimento de 10 vezes, muitas vezes. Eles ajudaram a tornar nossa missão loucamente ousada de 'organizar as informações do mundo' talvez até alcançável. Eles mantiveram a mim e ao resto da empresa no prazo e no caminho certo quando mais importava".

### Escrevendo e ensinando
Grove também foi um notável autor e cientista. Seu primeiro livro sobre semicondutores, Física e Tecnologia de Dispositivos Semicondutores (1967), foi usado pelas principais universidades. Outro livro que ele escreveu sobre métodos de operação de negócios, High Output Management (1983). Ele também escreveu mais de 40 artigos técnicos e deteve várias patentes em dispositivos semicondutores.
Grove escreveu Only the Paranoid Survive (1996), um livro de negócios, cuja mensagem central é que uma empresa em busca de uma vantagem competitiva mais forte nunca descansa.
Ele também ministrou cursos de pós-graduação em física computacional na University of California, Berkeley e na Stanford Graduate School of Business.

## Livros
- A. S. Grove (1967). Physics and Technology of Semiconductor Devices. [S.l.]: Wiley. ISBN 0471329983
- A. S. Grove (1988). One on One With Andy Grove. [S.l.]: Penguin Putnam. ISBN 0140109358
- A. S. Grove (1995). High Output Management. [S.l.]: Random House. ISBN 0679762884 (publicado originalmente em 1983)
- A. S. Grove (1996). Only the Paranoid Survive. [S.l.]: Doubleday. ISBN 0385482582
- A. S. Grove (2001). Swimming Across: A Memoir. [S.l.: s.n.] ISBN 0446679704
- Robert Burgelman and A. S. Grove (2001). Strategy Is Destiny: How Strategy-Making Shapes a Company's Future. [S.l.: s.n.] ISBN 0684855542
- Robert A. Burgelman, Andrew S. Grove and Philip E. Meza (2005). Strategic Dynamics: Concepts and Cases. [S.l.]: McGraw-Hill/Irwin. ISBN 0073122653